# Конопаткин, Николай Матвеевич
Николай Матвеевич Конопа́ткин (9 мая 1914 года, город Вязники, Владимирская губерния (Российская империя) — 25 декабря 1998, Москва (Россия)) — советский физик-ядерщик, лекционный ассистент физического факультета МГУ имени М. В. Ломоносова.

## Биография
Николай Матвеевич Конопаткин родился 9 мая 1914 года в городе Вязники Владимирской губернии (Российская империя).
Окончил Рязанский педагогический институт.

### Участие в Великой Отечественной войне
В 1941 году был призван на фронт, в 1942 году — ранен. По выздоровлении после перенесённой операции был направлен на учёбу в Костромское военно-инженерное училище, по окончании которого получил воинское звание — младший лейтенант. Войну окончил в Восточной Пруссии, под Кёнигсбергом. Был демобилизован 25 октября 1945 года. Награждён орденом Отечественной войны II степени и медалью «За победу над Германией».

### Участие в Атомном проекте СССР
С 16 марта 1946 года до середины 1950-х годов Конопаткин принимал участие в секретных работах в рамках атомного проекта СССР. Он работал младшим научным сотрудником в секторе № 1 лаборатории № 2 АН СССР (ныне – Национальный исследовательский центр «Курчатовский институт») под непосредственным руководством И. В. Курчатова и И. С. Панасюка.
В составе группы испытания урана и графита сектора № 1, возглавлявшегося И. Ф. Жежеруном, в коллективе, включавшем в себя будущего декана физфака МГУ В. С. Фурсова, участвовал в постройке и пуске первого в СССР и Европе экспериментального уран-графитового ядерного реактора Ф-1. Принимал участие в проведении ряда экспериментов, в разработке детекторов и автоматических устройств для регистрации ионизирующих излучений.
В 1950 году Конопаткин за свою работу по представлению Курчатова был премирован, как отличившийся при выполнении специальных заданий Правительства (секретное Постановление Совета Министров СССР от 16 мая 1950 года № 2108-814). Конопаткин является соавтором Курчатова по трём ранее секретным научным отчётам, составленным в 1946, 1949 и 1951 годы.
В 1996 году Конопаткин был награждён дипломом Российского научного центра «Курчатовский институт» за участие в создании первого в Евразии атомного реактора Ф-1.

### Участие в учебном процессе на физфаке МГУ
С 1960 года до ноября 1998 года — работа на физическом факультете МГУ имени М. В. Ломоносова. Первая его должность — лаборант кафедры общей физики.
Учился мастерству показа лекционных демонстраций у С. И. Усагина (1899–1979), сохранявшего соответствующие традиции от своего отца – И. Ф. Усагина (1855–1919), работавшего, в свою очередь, механиком и демонстратором физических опытов со А. Г. Столетовым (1839–1896).
Конопаткин почти 40 лет на различных должностях работал в кабинете физических демонстраций (КФД) физфака МГУ. Был лекционным ассистентом (демонстратором) при чтении на физфаке курса общей физики. При показе лекционных демонстраций «отличался артистизмом, за что пользовался большой популярностью у студентов». Сконструировал, изготовил и усовершенствовал множество демонстрационных приборов и вспомогательных устройств. Работал со многими известными профессорами физфака МГУ. Делился своим опытом как с молодыми поколениями лекционных демонстраторов, так и с начинающими лекторами.
По словам заслуженного профессора МГУ, доктора физ.-мат. наук В. И. Николаева, Конопаткин — «один из редких виртуозов лекционного физического эксперимента. […] Его руками было изготовлено несметное множество приборов и устройств, необходимых для обеспечения учебного процесса. […] Николай Матвеевич выступал как артист-фокусник, неизменно вызывая бурю восторга у студентов. Его очень ценил академик И. К. Кикоин, которому он ассистировал на лекциях по общему курсу физики».
Конопаткин «вошёл в историю КФД ещё и тем, что спас от гибели уникальную коллекцию приборов из акустического кабинета бывшей Клиники
болезней уха, носа и горла имени Ю. И. Базановой». Клиника входила в состав медицинского факультета Императорского Московского университета и находилась в Клиническом городке на Девичьем поле. Две комнаты в Клинике занимал акустический кабинет, являвшийся «первым в мире по богатству и полноте своих инструментов», изготовленных в конце XIX века компанией известного немецкого физика и изобретателя Р. Кёнига. В 1930 году медицинский факультет МГУ был выделен в 1-й Московский медицинский институт. И в 1970-е годы антикварные инструменты, находившиеся в акустическом кабинете, «были признаны ненужными для медицинского института, и от них было решено избавиться».
Конопаткину каким-то образом удалось узнать, что физическому оборудованию, ранее принадлежавшему Московскому университету, грозит уничтожение. Он
попросил руководство физфака МГУ выделить автомобиль, на котором перевёз значительную часть акустических приборов из медицинского института на физфак, в кабинет физических демонстраций. Спасённые приборы составили значительную часть технического оснащения отдела «Акустика» КФД. Они постоянно используются для показа опытов на лекциях, читаемых студентам физического и ряда других факультетов МГУ.
«Таким образом, Н. М. Конопаткин внёс большой вклад в комплектование кабинета физических демонстраций Московского государственного университета имени М. В. Ломоносова ценным оборудованием, которое даёт возможность показывать множество классических опытов по акустике».
Вывезенные Конопаткиным акустические приборы, представлявшие не практический, а исторический интерес – были переданы в экспозицию Музея физического факультета МГУ.
«Чудом сохранившаяся в медицинском институте» часть оборудования акустического кабинета Клиники имени Ю. И. Базановой экспонируется в Музее истории медицины Первого МГМУ имени И. М. Сеченова.
Скончался Конопаткин 25 декабря 1998 года в Москве.

## «Приборы Конопаткина»
Конопаткин является автором ряда новых лекционных экспериментов по механике. Для их показа он изготовил демонстрационные установки, вошедшие в практику лекций, читаемых на физфаке МГУ, как «приборы Конопаткина». Наиболее известные из них:
- Сложение равномерного и равноускоренного движений при свободном падении
- Сложение равномерного прямолинейного и равномерного кругового движений
- «Переворачивающаяся кошка» (демонстрация закона сохранения момента импульса), или «Кошка Конопаткина»
- Прибор для демонстрации вынужденных колебаний
- Демонстрация стоячих волн на стальной линейке[2].